# Задорожное (озеро)
Задоро́жное (укр. Задорожнє) — озеро в Стрыйском районе Львовской области Украины. Расположено в междуречье рек Щирка и Зубра, притоков Днестра, севернее их слияния, к востоку от остановочного пункта Задорожная Львовской железной дороги и сёл Вербиж и Гонятичи, к северо-западу от города Николаев, к югу от Львова. К северо-западу расположено меньшее озеро.
Озеро образовалось в результате затопления карьера, где открытым способом добывался известняк для Николаевского цементного завода. Первую продукцию завод произвёл в июне 1950 года.
Является популярным местом пляжного отдыха и рыбалки для жителей Львова, Львовской области и соседних районов. За глубину и прозрачность воды прозвано «Байкалом».